# Вудол (Оклахома)
Вудол (енгл. Woodall) насељено је место без административног статуса у америчкој савезној држави Оклахома.

## Демографија
По попису из 2010. године број становника је 823, што је 82 (11,1%) становника више него 2000. године.
| Група             | 2000.       | 2010.       |
| Белци             | 412 (55,6%) | 373 (45,3%) |
| Афроамериканци    | 0 (0,0%)    | 0 (0,0%)    |
| Азијати           | 0 (0,0%)    | 1 (0,1%)    |
| Хиспаноамериканци | 16 (2,2%)   | 51 (6,2%)   |
| Укупно            | 741         | 823         |